# 新利卡爾西克
47°40′55″N 31°3′35″E / 47.68194°N 31.05972°E
新利卡爾西克（烏克蘭語：Новолікарське），是烏克蘭南部的村莊，隸屬尼古拉耶夫州的沃茲涅先斯克區。該村面積0.9平方公里，海拔高度34米，2001年人口68，人口密度每平方公里75.6人。